# Spanje op de Olympische Winterspelen 2022
Spanje was een van de landen die deelnamen aan de Olympische Winterspelen 2022 in Peking, China.

## Medailleoverzicht
| Sport       | Olympiër          | Onderdeel    | Medaille |
| ----------- | ----------------- | ------------ | -------- |
| Snowboarden | Queralt Castellet | halfpipe (v) | Zilver   |

## Deelnemers en resultaten
(m) = mannen, (v) = vrouwen 

### Alpineskiën
Mannen
| Naam             | Onderdeel | 1e run         | 1e run         | 2e run         | 2e run         | Totaal         | Totaal         |
| Naam             | Onderdeel | Tijd           | Rang           | Tijd           | Rang           | Tijd           | Rang           |
| ---------------- | --------- | -------------- | -------------- | -------------- | -------------- | -------------- | -------------- |
| Adur Etxezarreta | Afdaling  | n.v.t.         | n.v.t.         | n.v.t.         | n.v.t.         | 1:44,12        | 17             |
| Adur Etxezarreta | Super G   | n.v.t.         | n.v.t.         | n.v.t.         | n.v.t.         | niet gefinisht | niet gefinisht |
| Joaquim Salarich | Slalom    | niet gefinisht | niet gefinisht | niet geplaatst | niet geplaatst | niet geplaatst | niet geplaatst |

Vrouwen
| Naam      | Onderdeel    | 1e run  | 1e run | 2e run         | 2e run         | Totaal         | Totaal |
| Naam      | Onderdeel    | Tijd    | Rang   | Tijd           | Rang           | Tijd           | Rang   |
| --------- | ------------ | ------- | ------ | -------------- | -------------- | -------------- | ------ |
| Nuria Pau | Reuzenslalom | 1:04,19 | 40     | niet geplaatst | niet geplaatst | niet geplaatst | 40     |

### Freestyleskiën
| Naam           | Onderdeel      | Kwalificatie | Kwalificatie | Kwalificatie | Kwalificatie | Kwalificatie | Finale         | Finale         | Finale         | Finale         | Finale |
| Naam           | Onderdeel      | Run 1        | Run 2        | Run 3        | Beste        | Rang         | Run 1          | Run 2          | Run 3          | Beste          | Rang   |
| -------------- | -------------- | ------------ | ------------ | ------------ | ------------ | ------------ | -------------- | -------------- | -------------- | -------------- | ------ |
| Javier Lliso   | Big air (m)    | 90,25        | 80,50        | 79,50        | 170,75       | 9            | 51,25          | 89,00          | 82,50          | 171,50         | 6      |
| Javier Lliso   | Slopestyle (m) | 21,95        | 69,16        | n.v.t.       | 69,16        | 14           | niet geplaatst | niet geplaatst | niet geplaatst | niet geplaatst | 14     |
| Thibaut Magnin | Big air (m)    | 41,25        | 21,75        | 38,50        | 79,75        | 28           | niet geplaatst | niet geplaatst | niet geplaatst | niet geplaatst | 28     |
| Thibaut Magnin | Slopestyle (m) | 33,06        | 14,78        | n.v.t.       | 33,06        | 29           | niet geplaatst | niet geplaatst | niet geplaatst | niet geplaatst | 29     |

### Kunstrijden
| Naam                         | Onderdeel | KK    | KK   | VK     | VK   | Totaal | Totaal |
| Naam                         | Onderdeel | Score | Rang | Score  | Rang | Score  | Rang   |
| ---------------------------- | --------- | ----- | ---- | ------ | ---- | ------ | ------ |
| Laura Barquero Marco Zandron | Paren     | 63,34 | 11   | 118,02 | 11   | 181,36 | 11     |
| Olivia Smart Adrián Díaz     | IJsdansen | 77,70 | 9    | 121,41 | 6    | 199,11 | 8      |

### Langlaufen
Mannen
Lange afstanden
| Naam        | Onderdeel             | Uitslag   | Uitslag |
| Naam        | Onderdeel             | Tijd      | Rang    |
| ----------- | --------------------- | --------- | ------- |
| Imanol Rojo | 15 km klassieke stijl | 41:37,7   | 39      |
| Imanol Rojo | 30 km skiatlon        | 1:21:09,2 | 21      |
| Imanol Rojo | 50 km vrije stijl     | 1:14:50,5 | 21      |

Sprint
| Naam        | Onderdeel | Kwalificatie | Kwalificatie | Kwartfinales   | Kwartfinales   | Halve finales  | Halve finales  | Finale         | Finale |
| Naam        | Onderdeel | Tijd         | Rang         | Tijd           | Rang           | Tijd           | Rang           | Tijd           | Rang   |
| ----------- | --------- | ------------ | ------------ | -------------- | -------------- | -------------- | -------------- | -------------- | ------ |
| Jaume Pueyo | Sprint    | 2:55,76      | 37           | niet geplaatst | niet geplaatst | niet geplaatst | niet geplaatst | niet geplaatst | 37     |

### Skeleton
| Naam            | Onderdeel | Run 1   | Run 1 | Run 2   | Run 2 | Run 3   | Run 3 | Run 4          | Run 4          | Totaal  | Totaal |
| Naam            | Onderdeel | Tijd    | Rang  | Tijd    | Rang  | Tijd    | Rang  | Tijd           | Rang           | Tijd    | Rang   |
| --------------- | --------- | ------- | ----- | ------- | ----- | ------- | ----- | -------------- | -------------- | ------- | ------ |
| Ander Mirambell | Mannen    | 1:02,45 | 23    | 1:03,36 | 25    | 1:02,34 | 24    | niet geplaatst | niet geplaatst | 3:08,15 | 24     |

### Snowboarden
Halfpipe
| Naam              | Onderdeel | Kwalificatie | Kwalificatie | Kwalificatie | Kwalificatie | Finale | Finale | Finale | Finale | Finale |
| Naam              | Onderdeel | Run 1        | Run 2        | Beste        | Rang         | Run 1  | Run 2  | Run 3  | Beste  | Rang   |
| ----------------- | --------- | ------------ | ------------ | ------------ | ------------ | ------ | ------ | ------ | ------ | ------ |
| Queralt Castellet | Vrouwen   | 78,75        | 49,50        | 78,75        | 4            | 69,25  | 90,25  | 78,25  | 90,25  | Zilver |

Snowboardcross
| Naam          | Onderdeel | Plaatsingsronde | Plaatsingsronde | Achtste finale | Kwartfinale | Halve finale | Finale | Finale |
| Naam          | Onderdeel | Run 1           | Run 1           | Achtste finale | Kwartfinale | Halve finale | Finale | Finale |
| Naam          | Onderdeel | Tijd            | Rang            | Plaats         | Plaats      | Plaats       | Plaats | Rang   |
| ------------- | --------- | --------------- | --------------- | -------------- | ----------- | ------------ | ------ | ------ |
| Lucas Eguibar | Mannen    | 1:18,73         | 21              | 2              | 2           | 4            | 3      | 7      |